# جبل شمس

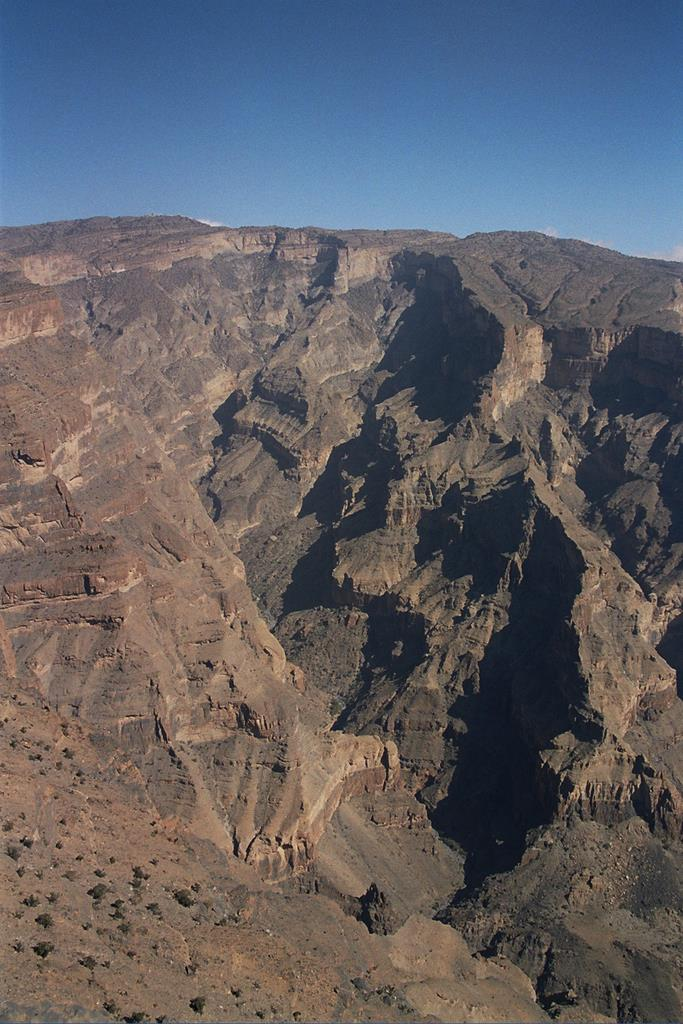
نمایی از جبل شمس

جَبَل شَمس (به عربی: جبل شمس) (به معنی کوه آفتاب )، نام رشته‌کوهی است در شهرستان حمراء از توابع استان منطقه داخلیه در کشور پادشاهی عمان، ویکی از (نقاط دیدنی سلطنت عمان) به‌شمار می‌آیند. جبل شمس  کوهی است به ارتفاع ۱۲ هزار قدم از سطح زمین. ساکنان منطقهٔ «جبل شمس» به خود می‌بالند که در این مکان زیبا زیسته‌اند و در آن زندگی می‌کنند، واحساس خوشبختی می‌کنند که دارای آب وهوایی لطیف هستنتد، وروستاشان از ثمرهای وفیر درختان مرکبات و
میوه‌های گوناگون برخوردار است. همچنین روزانه شاهد طلوع و غروب آفتاب از قلهٔ این کوه سربفلک کشیده هستند.

## طلوع و غروب آفتاب
«جبل شمس» (کوه آفتاب) یکی از بلندترین کوه‌های
منطقه داخلی است بنابراین اول شروق آفتاب (شمس) از پشت این رشته‌کوه در سلطنت عمان طلوع می‌کند؛ لذا ساکنان روستاهای پایهٔ این کوه اولین کسانی در عمان هستند که شاهد شروق آفتاب (شَمس) می‌باشند، و همچنین روستانشینان اولین کسی هستند که غروب آفتاب را بدرقه می‌کنند.

## وجه تسمیت
وجه تسمیت این کوه به «جبل شمس» از آنجاست که اول شروق آفتاب (طلوع) از قله‌های سر بفلک کشیده این کوه آغاز، و با آخر رنگ‌های غروب طلایی «شمس» پایان می‌یابد؛ بنابراین نام کوه را جبل شمس نامگذاری کرده‌اند.

## آب وهوا ودرختان کوهستانی
آب و هوا ودمای معتدل و درجهٔ حرارهٔ مناسب در تابستان وسرمای زمستان، وتساقط برف در بعضی ایام از فصل زمستان این منطقه یکی از مهم‌ترین اماکن گردشگری استان منطقهٔ داخلی قرار داده‌است. در پایهٔ کوه درختان مختلف کوهستانی وجود دارد که بر زیبایی مکان افزوده‌است. از جمله درختان صحرایی: شجرة البوت، شجرة العلعلان، سمر، سَلَم، کُنار، کُور، کِرت و کُوهِنگ و زیتون کناره‌های دره‌های اطراف کوه مزین ساخته‌است. همچنین در سال‌های اخیر اهالی روستاهای پایهٔ کوه باغ‌هایی ایجاد نموده‌اند و در آن درختان میوه جات مانند: سیب، خوخ، انار، پرتقال، نارنگی، لیمو ترش، لیمو شیرین، لایم، گریپ فروت، بطاوی، نارنج و بالنگ کاشته‌اند. این منطقه جغرافیایی ۴۰کیلومتر از مرکز شهر فاصله دارد، که ۱۲ کیلومتر از راه آن آسفالت نیست، اما به راحتی می‌توان به آنجا رسید. در پایهٔ کوه تمام وسایل آسایش و گردشگری واستراحتگاه‌ها و وسایل مورد نیاز گردشگران وجود دارد.

## روستاهای کوهستانی گردشگرپذیر
- وکان

- السایق

- بلاد سیت

- حدش

- السقرا